# Lignes d'aménagement du territoire
Les lignes d'aménagement du territoire (LAT) sont, en France, des dessertes aériennes dont l'exploitation est subventionnée par les pouvoirs publics (État et collectivités territoriales).
Pour la plupart, ces lignes connectent une ville de province à un aéroport parisien dans un objectif de désenclavement. Diverses compagnies aériennes sont chargées de leur exploitation.
En 2019, selon un avis de l'Assemblée nationale, 12 lignes d'aménagement du territoire existent, sous la forme de délégation de service public pour un montant total de 21,5 millions d'euros. Elles sont critiquées pour le faible taux de remplissage des avions au regard de leur coût pour la collectivité.

## Liste des lignes
En 2024, le réseau se compose des lignes suivantes (liste non nécessairement exhaustive) :
- Aurillac – Paris
- Brive-la-Gaillarde – Paris
- Castres – Paris
- La Rochelle – Poitiers – Lyon
- Le Puy-en-Velay – Paris
- Limoges – Lyon
- Limoges – Paris
- Rodez – Paris
- Tarbes – Paris